# John Petrizzelli
John Petrizzelli Font (Caracas, 8 de junio de 1956) es un periodista, escritor, guionista, fotógrafo y director de cine venezolano.

## Biografía
Hijo de Teresa Font (periodista y antropóloga) y de Gaetano Petrizzelli (ingeniero químico). Estudió Comunicación Social en la Universidad Católica Andrés Bello. Posteriormente viajó a los Estados Unidos y realizó estudios de cine y televisión en la Escuela de Artes de la Universidad de Nueva York. Sus primeros trabajos como escritor surgieron de sus viajes por Asia y África, donde estuvo como corresponsal; fue allí cuando empezó a experimentar con el género documental, uno de los principales elementos en su trabajo como cineasta.
El arte cinematográfico de John Petrizzelli se caracteriza por un estilo propio, muy personal, a veces experimental, otras veces introspectivo, que aborda tanto el documental como la ficción, adentrándose en el mundo emocional y psicológico de personajes y comunidades excluidas, sin dejar de ser crítico en sus planteamientos.

## Publicaciones
Su primer libro Negro Lógico fue publicado 1978 por la Fundación Centro de Estudios Latinoamericanos Rómulo Gallegos (CELARG), Venezuela. En el 2018 incursiona de nuevo en el mundo literario con su segunda obra titulada Historias para las posibilidades del músculo, publicada por la Editorial Dahbar, Venezuela. En 2020 publica El Conjuro de los cardos con Kalathos Editorial, Madrid. En 2023 Fundación En Plural, con sede en Caracas otorgó una mención a su relato «The english lessons» en el Concurso de Cuentos En Plural.
En 2024 publica Los oficios, Editorial Cómplice, Caracas. Las cuatro ediciones de sus libros forman parte de una recopilación de cuentos breves y fragmentos escritos en prosa poética extraídos de diarios de viajes y registros fotográficos acumulados a lo largo de más de cuarenta años.
En 1999 edita En Ambiente, una guía LGBT en Venezuela y en el 2006 crea el Ciclo de Cine de la Diversidad, el cual dirige durante 11 años (en Venezuela). En el 2018 organiza el 12º Ciclo Cine de la Diversidad en Madrid. En estos Ciclos se han proyectado cortos y largometrajes tanto documentales como de ficción, acompañados con cine foros, exposiciones artísticas, conversatorios y charlas sobre la comunidad LGBT.

## Filmografía
- 1981 Mediodía Lineal (guion y dirección)
- 1983: El Embrujo (guion y dirección)
- 1991: Con cierto eco (guion y dirección)
- 1992: Falsas y otras Historias (guion y dirección)
- 1998: Carrao (guion y dirección)
- 2006: Anselmo, La Trampa de la Uña (guion y dirección)
- 2007: María Lionza, Aliento de Orquídeas (guion y dirección)
- 2008: El Rey del Galerón (guion y dirección)
- 2009: Paco Vera (guion y dirección)
- 2011: El Santo Salvaje (guion y dirección)
- 2012: Er relajo der Loro (guion y dirección)
- 2015: Ti@s (guion y dirección)
- 2017: Bárbara (guion y dirección)
- 2021: Inmaculada (guion y dirección)
- 2022: El pozo (guion y dirección)
- 2024 The English Lessons (guion y dirección)
- 2024 La madera no atiende a razones (Dirección: John Petrizzelli/Codirección: Marina Vera)

## Premios y distinciones
Mediodía Lineal
- 1981 Premio al Mejor Cortometraje en el 19th Ann Arbor Film Festival, Míchigan (Estados Unidos)

El Embrujo
- 1983 Premio al Mejor Cortometraje. Otorgado por la Asociación de Críticos de Cinematografía (Caracas, Venezuela)
- 1984 Premio Municipal de Cine al Mejor Cortometraje (Caracas, Venezuela)
- 1984 Premio al Mejor Cortometraje en el Festival Internacional de Cine de Bilbao (España)
- 1986 Premio al Mejor Cortometraje, Nordeutscher Rundfunk, Berlín (Radiodifusión del Norte Alemán)

Falsas Historias
- 1992 Premio al Mejor Cortometraje. Premios Asociación Nacional de Autores Cinematográficos (ANAC Caracas, Venezuela)
- 1992 Premio Mejor Guion, Festival de Cine de Bahía (Salvador de Bahía, Brasil)

Carrao
- 1999 Premio al Mejor Cortometraje. Premios de la Cultura (Caracas, Venezuela)
- 1999 Premios Mejor Cortometraje, Mejor Cámara y Mejor Música. Entregado por la Asociación Nacional de Autores Cinematográficos (ANAC Caracas, Venezuela)

María Lionza, Aliento de Orquídeas
- 2006 Premio a la Mejor Fotografía y Sonido. Festival Nacional de Cine de Mérida (Mérida, Venezuela)

Er relajo der Loro
- 2014 Premios Mejor Banda Sonora y Mejor Vestuario en el II Festival Brasil de Cinema Internacional (Brasil)

TI@S
- 2015 Premio Círculo Precolombino como Mejor Documental Social en el 32 Festival de Cine de Bogotá

Bárbara
- 2017 Premio Mejor Película de Cine Mundial, en el 6° Festival Internacional de Cine de Nueva Delhi (India)
- 2017 Premios ACACV como Mejor Dirección de Fotografía y Mejor Música Original, (Caracas, Venezuela).
- 2019 Premio Mejor Largometraje de Ficción en el Festival Internacional de Cine «SerileFilmului Gay», Rumania
- 2019 Premio Mejor Película IX Festival de Cine de Los Llanos (Valle de la Pascua, Guárico, Venezuela

Inmaculada
- 2022 Premio Mejor Edición en el 9.º Noida International Film Festival-22 realizado en la India.
- 2022 Premio Mejor Dirección en el 18 Festival de Cine Venezolano en Mérida

La madera no atiende a razones
- 2024 Premio Mejor Documental Cádiz produce. Festival de Cine Documental de Cádiz, 2024